# Craspedolepta campestrella
Craspedolepta campestrella är en insektsart som beskrevs av Ossiannilsson 1987. Craspedolepta campestrella ingår i släktet Craspedolepta och familjen rundbladloppor. Arten är reproducerande i Sverige. Inga underarter finns listade i Catalogue of Life.